# Cherokee-mythologie
Cherokee-mythologie is het overgeleverde stelsel van mythen van de Cherokee. De Cherokee zijn een stam van Noord-Amerikaanse indianen, die voornamelijk in het zuidoosten van de Verenigde Staten en in Oklahoma leven.
De Cherokee aanbaden het gehoornde serpent Sint Holo, dat verscheen aan buitengewoon intelligente en vindingrijke jongemannen (hoewel de Cherokees geloofden dat slangen spirituele zegeningen aan iemand konden verhinderen, en het daarom ook gebruikelijk was om nooit een voorwerp gemaakt van een slang, of lijkend op een slang of een deel van een slang in huis te hebben). Ook Aanbaden ze Tsul 'Kalu, een jachtgod, en Oonawieh Unggi ("de oudste wind"), een windgod.
De Ani Yuntikwalaski waren wezens van donder en bliksem (de donderwezens). Zij veroorzaakten vuur in bomen (gebruikelijk in holle platanen). Asgaya Gigagei (de donderwezen van het westen) waren stormgeesten, die ook wel Asagaya Gigagei genoemd werden.
De Cherokee meenden dat er twee soorten donderwezens waren: Zij die nabij de aarde leefden, en de heiligste en krachtigste donderwezens die in het land in het westen, voorbij de Mississippi, leefden, en de mensen bezochten om regen en zegeningen uit het Zuiden te brengen. Men geloofde dat de donderwezens die nabij het oppervlak van de aarde leefden de mensen kwaad konden doen, en dit van tijd tot tijd ook daadwerkelijk deden.
De donderwezens werden beschouwd als de krachtigste dienaren van de Scheppende Geest, en werden vereerd in de eerste dans van de groene-maïsceremonie die ieder jaar gehouden werd, aangezien men geloofde dat zij de regen gebracht hadden die voor een goede maïsoogst gezorgd had. Er waren volgens de oude legendes drie donderwezens uit het westenL: Een grote geest en zijn twee zonen.
Bij de Cherokee werd de personificatie van het geestelijke kwaad gepersonifieerd door een vrouwelijke persoonlijkheid. Haar naam in de oude taal was "Wi-na-go". Men geloofde dat muskieten geschapen werden toen zij in oude legenden vernietigd werd. Men geloofde ook dat alle menselijke ziekten voortkwamen uit het doden van dieren voor verkeerde doeleinden, en dat voor elk dier dat voor het plezier of zonder de juiste ceremoniën gedood werd, een nieuwe ziekte vanuit de spirituele wereld de in fysieke wereld kwam. Bovendien geloofde men dat de planten, bij het zien van het lijden in de wereld, een medicijn maakten voor iedere ziekte die de wereld inkwam, om de balans van krachten tussen de twee werelden te herstellen.

## Kana'ti en Selu
Er was een stel dat Kana'ti ("de fortuinlijke jager") en Selu ("maïs") heette. Kana'ti was een uitstekende jager en slaagde er altijd in om wat wild te schieten. Hun zoon speelde in de rivier waarin Selu iedere dag het bloed van de vangst van haar man afwaste. De jongen begon al spoedig te spelen met een schepsel dat uit de rivier ontstaan was, en dat zichzelf zijn oudere broer noemde, en wiens moeder hem in de rivier zou hebben gegooid. Kana'ti en Selu wisten dat hij uit het bloed ontstaan was. Kana'ti droeg zijn zoon op om te leren worstelen, en dan de jongen uit de rivier vast te houden, zodat Kana'ti hem kon zien. Toen dit gebeurd was, namen Selu en Kana'ti de jongen uit de rivier mee naar huis. Deze jongen was echter wild en ongehoorzaam, en ontwikkelde snel magische krachten. Hij heette I'nage-utasvhi ("hij die in het wild opgegroeid is"). I'nage-utasvhi en de echte zoon volgden op een dag hun vader toen die op jacht ging, omdat I'nage-utasvhi wilde weten waar hun vader al zijn prooi ving. I'nage-utasvhi veranderde zichzelf in een pluisje dons, en zweefde op Kana'ti's schouder zonder dat die er erg in had. Hij keek toe hoe Kana'ti pijlen maakte van het riet uit een moeras. Daarna ging I'nage-utasvhi weg en vertelde aan de echte zoon wat hij gezien had. Geen van beide wist zeker waar een pijl voor diende.
De jongens volgden hun vader verder en zagen hoe hij een hert doodschoot, en begrepen toen waarvoor een pijl dient. Daarop maakten ze zelf zeven pijlen, zoals Kana'ti dat ook gedaan had, en gingen naar dezelfde grot. Toen ze een hert probeerden op te jagen en dood te schieten, kwamen alle herten de grot uit, en waren de jongens zo verbaasd dat ze niets deden. I'nage-utasvhi schoot wel een hert in zijn staart, waardoor deze omhoog ging staan. De jongens vonden het schieten op de staarten van herten zo leuk, dat ze dit bij alle herten deden, en hierom staan de staarten van herten omhoog, in plaats van omlaag, zoals bij andere dieren. Na de herten waren de wasberen, konijnen, en alle andere viervoeters aan de beurt. Daarna was de beurt aan de vogels. Het gefladder van de vleugels maakte zoveel lawaai dat Kana'ti hoorde wat er aan de hand was en zich naar de jongen haastte. Toen hij zag wat er gebeurde, werd hij woedend. Daarom ging hij de berg op, en toen hij bij de plek kwam waar hij zijn prooi bewaarde zag hij de twee jongens bij de rots staan, en waren alle vogels en andere dieren verdwenen. Zonder een woord te zeggen ging hij de grot in en schopte de deksels van vier potten af die in een hoek stonden. Daarin zaten bedwantsen, luizen, muggen en vlooien, die zich op de jongens stortten. Toen hij vond dat de jongen genoeg gestraft waren sloeg hij de insecten van de jongen af, die bijna doodgebeten waren.
Sindsdien moest de mens jagen om dieren te vinden, die niet langer in een grot verbleven. Nu was Selu een uitstekende kok en bewaarde ze haar voedsel in een opslagruimte. De jongens vroegen zich af wat hun moeder in de opslagruimte deed, en bespiedden haar door een klein gaatje. Ze boog zich over een mand in het midden van de kamer, en wreef over haar buik met een beweging tegen de klok in, en de mand werd half gevuld met maïs. Ze deed hetzelfde onder haar oksel, en de mand werd helemaal vol met maïs. De jongens dachten dat Selu een heks moest zijn en het eten giftig was. Ze besloten dat ze vermoord moest worden.
Selu las hun gedachten en wist dat ze haar wilden vermoorden. Ze vroeg de jongens om haar lichaam rond een cirkel te slepen, die getekend was op een schoongemaakte plek voor het huis, en dat ze de cirkel de hele nacht moesten bekijken zodat ze de volgende dag maïs zouden eten. Ze knuppelden haar dood, en zetten haar hoofd op het dak, met het gezicht naar het westen. Ze volgden haar aanwijzingen niet precies op, en maakten alleen zeven kleine plekken schoon in plaats van een grote cirkel. Daarom groeit maïs niet overal, maar alleen op de plekken waar Selu's bloed terechtkwam toen ze voortgesleept werd. Ze sleepten haar lichaam maar twee keer in het rond, en daarom moeten mensen maïs twee keer bewerken. De volgende ochtend (nadat ze de hele nacht hadden zitten kijken) was de maïs volgroeid.
Toen Kana'ti terugkwam zag hij Selu's hoofd en was hij woedend. Hij ging weg om bij het wolvenvolk te wonen. I'nage-utasvhi veranderde zichzelf weer in een pluisje en ging met Kana-ti mee. Het wolvenvolk hield een vergadering, en Kana'ti vroeg hun om de jongens uit te dagen voor een balspel en hen vervolgens te doden. De wolfmensen stemden hierin toe. I'nage-utasvhi en zijn broer maakten (op aanwijzingen van I'nage-utasvhi) een grote cirkel om het huis, die helemaal rondom liep, behalve in de richting vanwaar het wolvenvolk zou komen. Ze maakten pijlen voor zichzelf en wachtten. Zo gauw het wolvenvolk de onderbreking in de cirkel voorbijgelopen was, veranderde deze op magische wijze in een hek, waardoor het wolvenvolk ingesloten was. I'nage-utasvhi en zijn broer vermoordden het wolvenvolk met hun pijlen. Een paar wisten er te ontsnappen naar een groot moeras. De jongens renden rondom het moeras en waar ze liepen ontstond vuur en slechts een handjevol van het wolvenvolk wist te overleven, en deze werden de huidige wolven.
De jongen werden spoedig benaderd door een reiziger die vroeg om het geheim van maïs zonder einde (landbouw). Ze gaven hem zeven maïskorrels en vertelden hem dat hij ze iedere nacht moest planten en ernaar moest kijken tot in de ochtend. Ze zeiden tegen hem dat de maïs zich tijdens de nacht vermenigvuldigt. Op de laatste nacht vielen ze in slaap en keken ze niet naar de maïs. Daarom moet maïs nu zes maanden lang verbouwd worden, in plaats van één nacht.
De jongens zochten naar Kana'ti. Ze stuurden een wiel in iedere richting, en toen het niet terugkwam gingen ze in die richting, naar het land van de zon. Ze gingen naar het oosten en vonden Kana'ti, die met een hond liep, die eigenlijk het wiel was.
Het drietal kwam bij een moeras en Kana'ti zei tegen de jongens dat het gevaarlijk was en dat ze moesten wachten. Natuurlijk gingen ze opnieuw achter hem aan, en kwamen ze een panter tegen, die meerdere keren door I'nage-utasvhi in het hoofd geschoten werd, maar de panter bleef zoals hij was. Toen ana'ti terugwam vroeg hij of de jongens de panter gevonden hadden (want hij wist dat ze hem gevolgd waren). Ze zeiden dat ze die gezien hadden, maar de panter hen geen kwaad gedaan had aangezien ze mannen waren.
Daarna vertelde Kana'ti dat ze spoedig bij een stam zouden zijn die Anada'dvtaski heet, een volk van kannibalen.
I'nage-utasvhi nam een paar splinters van een boom die getroffen was door de bliksem. Toen ze bij het dorp van de kannibalen aankwamen zagen ze een grote pot waarin water gekookt werd, met als doel de jongens te koken en op te eten. I'nag-utasvhi deed de splinters in het vuur, waardoor de bliksem op het dorp insloeg en de kannibalen gedood werden.
Toen ze Kana'ti weer tegenkwamen (die verrast was dat ze het weer overleefd hadden) scheidden hun wegen zich spoedig weer en liepen de jongens naar het eind van de wereld, waar de zon opkomt. Kana'ti en Selu gingen daar zitten. Toen bleven de jongen zeven dagen bij hun ouders en gingen daarna terug naar hun thuisland, en werden ze bekend als Anisga'ya Tsunsdi ("de kleine mannen") en hun gesprekken waren de donder.
Enige tijd later kregen de mensen honger, en haalden ze de jongens op. Ze zongen liederen, en de wind weer langzaam maar zeker sterker. Bij het zevende lied kwamen er herten uit het bos. De dorpelingen leerden de zeven liederen, maar vergaten er na verloop van tijd weer vijf van, die de Cherokee-jagers altijd zongen als ze op herten jaagden.
Mythologie van A tot Z · Categorie